# خطاف (جنس)
الخُطَّاف أو السُّنُونُو أو عُصفور الجنة أو زَوَّار الهند جنس الطيور من الجواثم في فصيلة السنونو. هذه هي طيور السنونو النموذجية بما في ذلك خطاف المخازن المنتشرة. للعديد من أنواع هذه الجنس ظهور زُرُقٌ ووجوه حُمُر وأحيانًا على الردف أو المؤخرة، والأجزاء السفلية بيضٌ أو صهبٌ. تتميز بمنقارها الصغير القصير المستقيم. أجنحتها مستطيلة ذلقة. أذنابها فرقة واسعة البين. أرساغها نحيلة. أصابعها مختلفة الطول. يُعد هذا الجنس هو الأكبر في فصيلته يحوي خمسة عشر نوعًا.
قيل في وصفها:

## الأنواع
الجنس يحتوي على خمسة عشر نوعًا. يعتمد التسلسل الخطي على دراستين للتطور الجزيئي نُشِرتا في 2005 و 2018. الأسماء العربية بحاجة لمصدر[بحاجة لمصدر]
| صورة | الاسم            | الاسم العلمي         | توزيع |
| ---- | ---------------- | -------------------- | --- |
|      | خطاف أسود أصهب   | Hirundo nigrorufa    | أنغولا وجمهورية الكونغو الديمقراطية وزامبيا. |
|      | خطاف أزرق        | Hirundo atrocaerulea | من جنوب أفريقيا إلى تنزانيا |
|      | خطاف ملون الجناح | Hirundo leucosoma    | بنين وبوركينا فاسو والكاميرون وساحل العاج وغامبيا وغانا وغينيا وغينيا بيساو ومالي والنيجر ونيجيريا والسنغال وسيراليون وتوغو. |
|      | خطاف أبيض الذنب  | Hirundo megaensis    | أوروميا، إثيوبيا. |
|      | خطاف لؤلؤي الصدر | Hirundo dimidiata    | جنوب أفريقيا من أنغولا وجنوب الكونغو وتنزانيا جنوبا. |
|      | خطاف الهادئ      | Hirundo tahitica     | جنوب آسيا وجزر جنوب المحيط الهادئ. |
|      | خطاف التل        | Hirundo domicola     | جنوب الهند وسريلانكا. |
|      | خطاف الترحيب     | Hirundo neoxena      | أستراليا والجزر المجاورة |
|      | خطاف أبيض العنق  | Hirundo albigularis  | جنوب أفريقيا من أنغولا وزامبيا جنوبا إلى كيب في جنوب أفريقيا. |
|      | خطاف سلكي الذنب  | Hirundo smithii      | جنوب أفريقيا وجنوب شرق آسيا. |
|      | خطاف أبيض الصدر  | Hirundo nigrita      | أنغولا وبنين والكاميرون وجمهورية إفريقيا الوسطى وجمهورية الكونغو وجمهورية الكونغو الديمقراطية وساحل العاج وغينيا الاستوائية والجابون وغانا وغينيا وغينيا بيساو وليبيريا ونيجيريا وسيراليون وأوغندا.                             |
|      | خطاف المخازن     | Hirundo rustica      | أمريكا الشمالية والجنوبية، ومعظم إفريقيا باستثناء الصحراء الكبرى، ومعظم أوراسيا باستثناء شمال سيبيريا، وشمال أستراليا. |
|      | خطاف أنغولي      | Hirundo angolensis   | أنغولا، بوروندي، جمهورية الكونغو الديمقراطية، الجابون، كينيا، ملاوي، ناميبيا، رواندا، تنزانيا، أوغندا، وزامبيا. |
|      | خطاف أحمر الصدر  | Hirundo lucida       | غرب إفريقيا وحوض الكونغو وإثيوبيا. |
|      | خطاف إثيوبي      | Hirundo aethiopica   | بنين إلى بوركينا فاسو، الكاميرون، جمهورية إفريقيا الوسطى، تشاد، جمهورية الكونغو الديمقراطية، ساحل العاج، إريتريا، إثيوبيا، غانا، غينيا، إسرائيل، كينيا، مالي، النيجر، نيجيريا، السنغال، الصومال، السودان، تنزانيا، توغو، أوغندا |

## معرض الصور

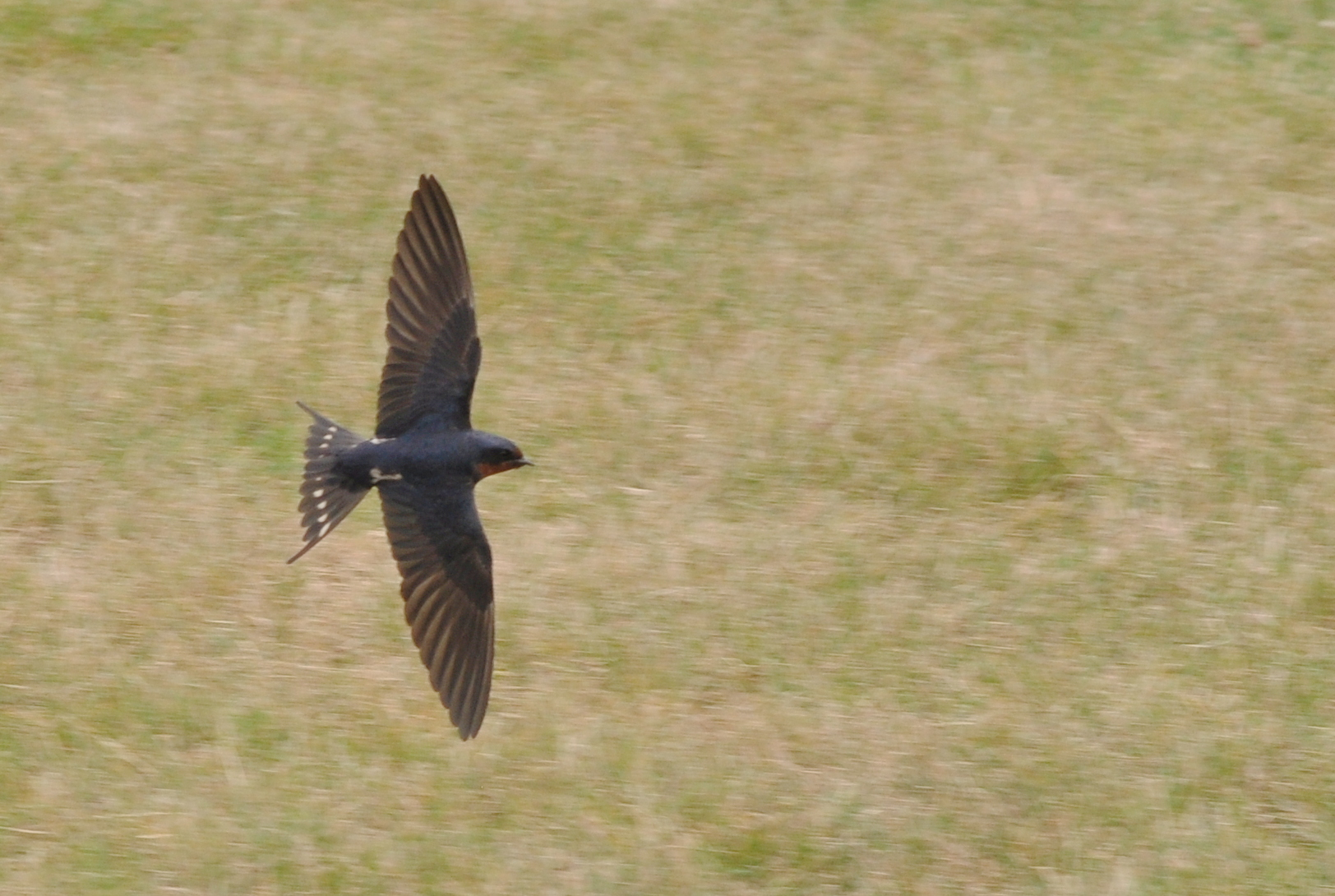
خطاف المخازن
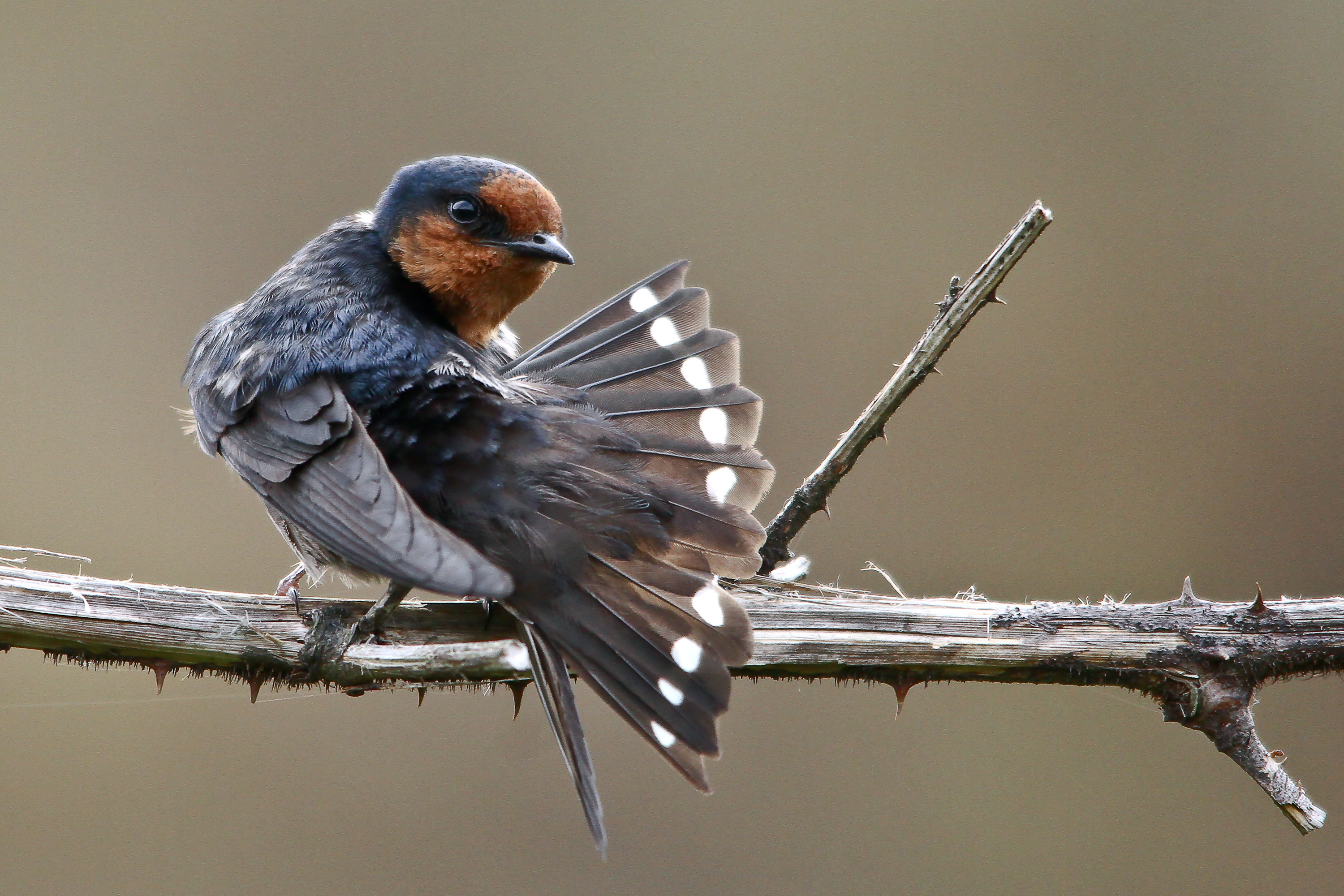
ذنب المنقط لخطاف المخازن
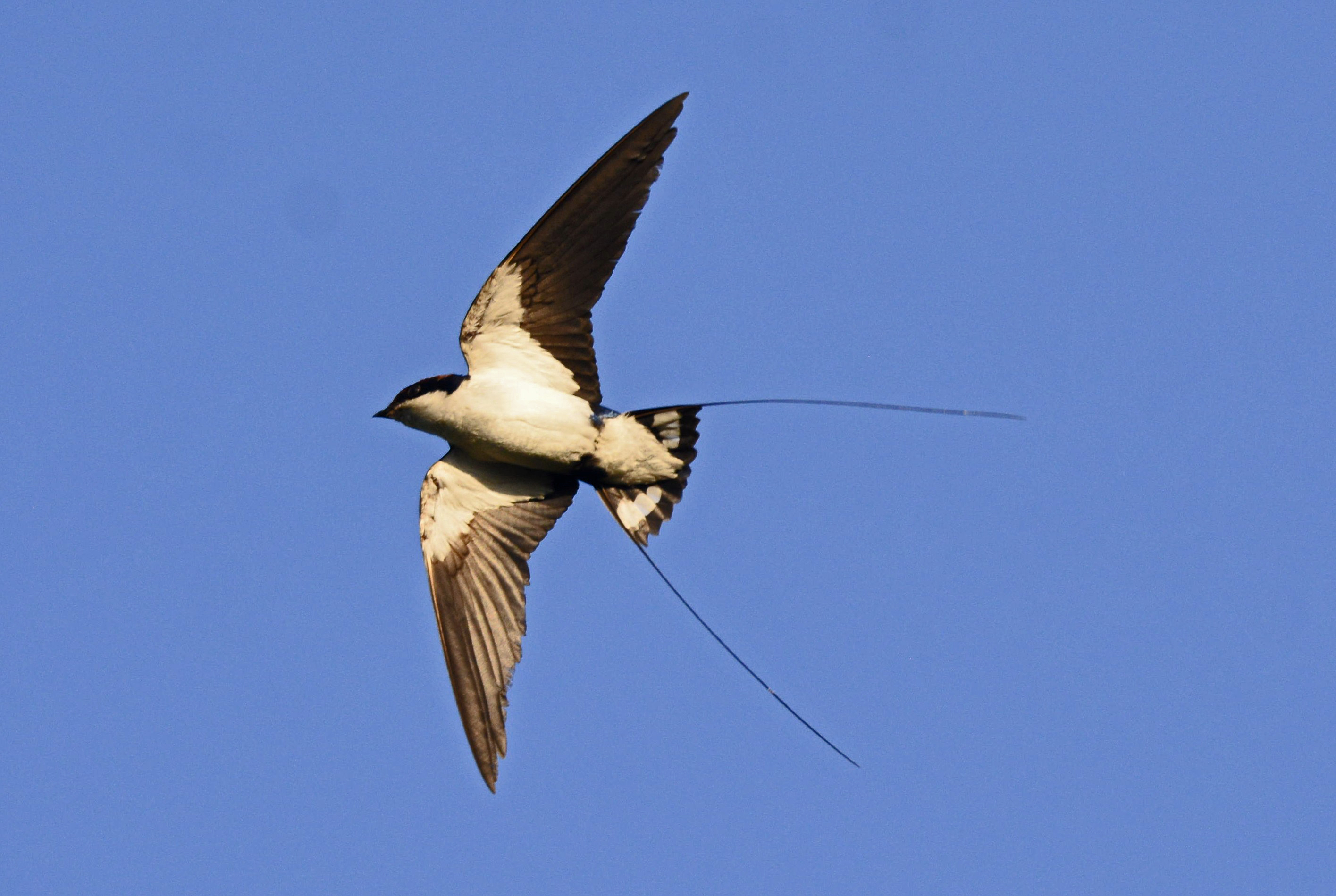
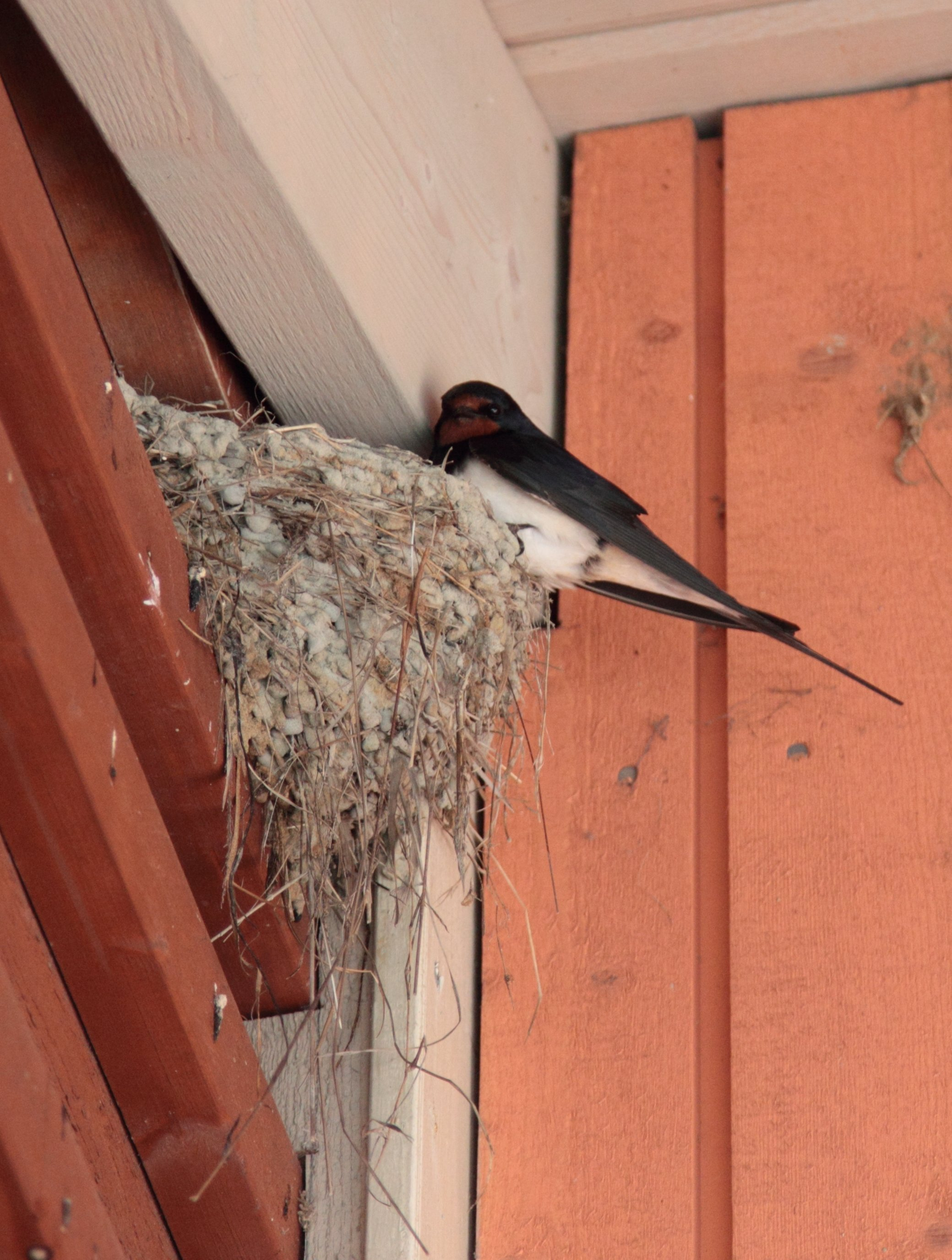
عش خطاف المخازن
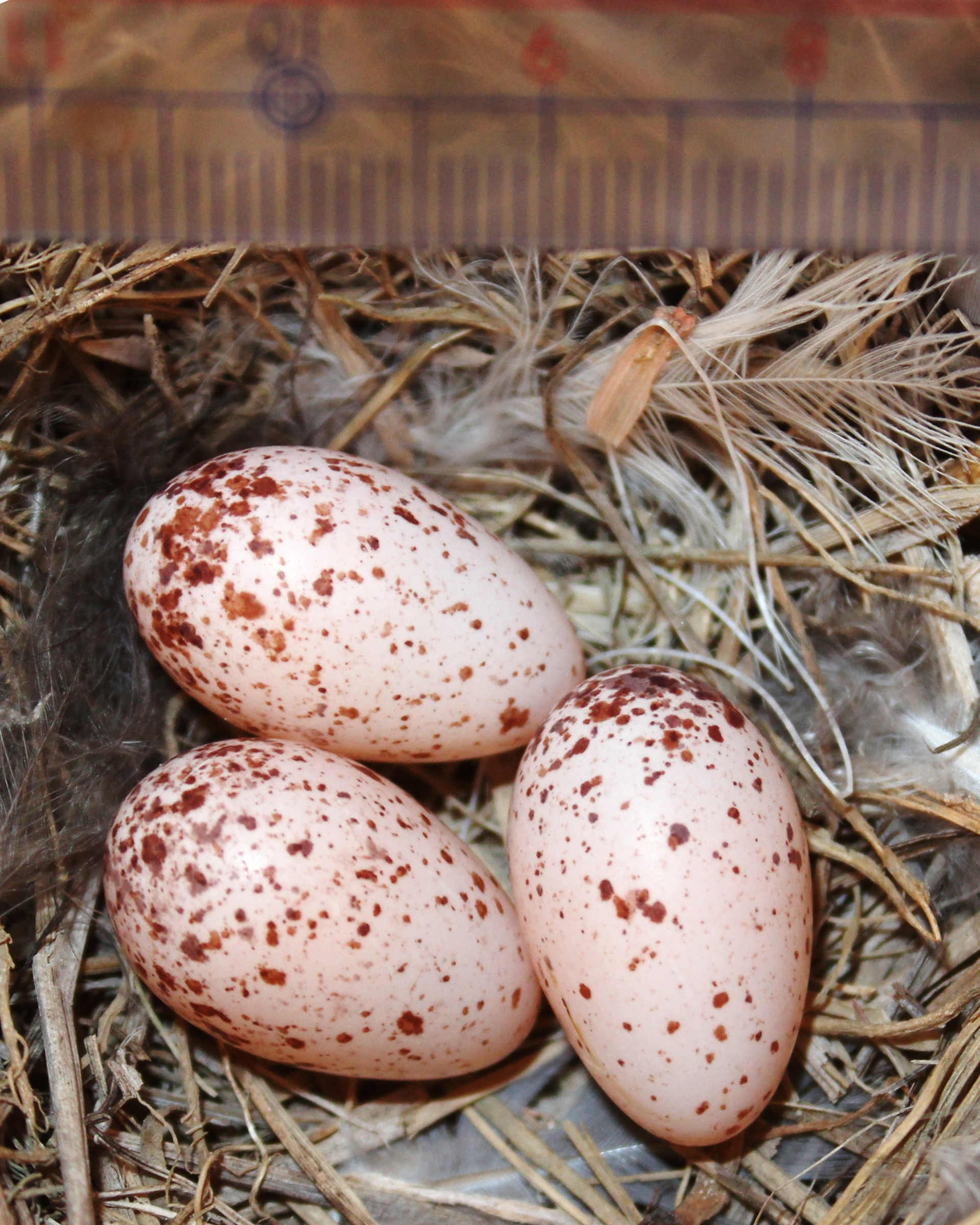
بيض خطاف المخازن
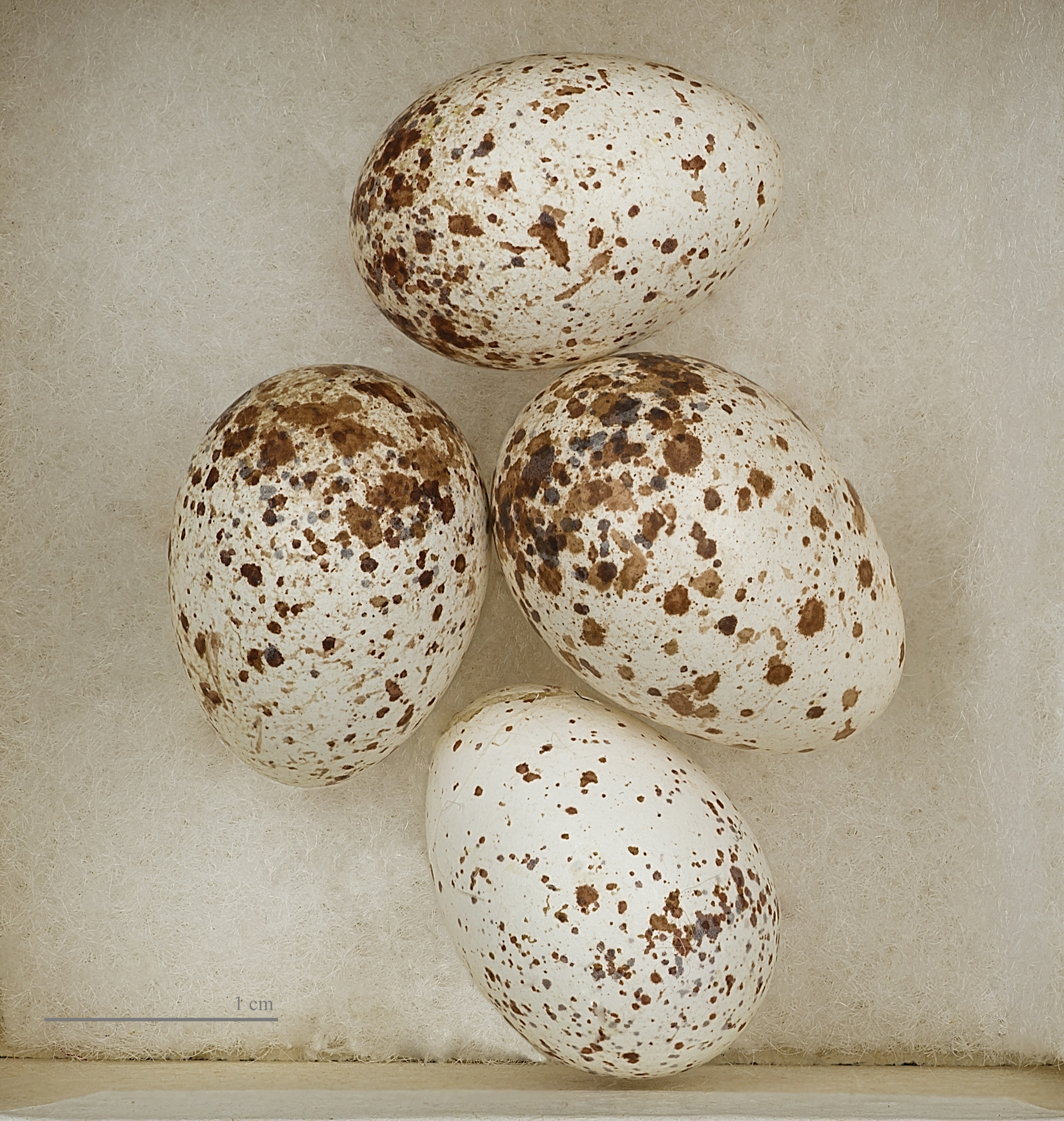